# Hannoversche Druck- und Verlagsgesellschaft
Die Hannoversche Druck- und Verlagsgesellschaft in Hannover, mitunter auch Hannoversche Druck- und Verlags-GmbH oder Druck- und Verlagsgesellschaft-mbH (Hannover) genannt, war eine als GmbH strukturierte Druck- und Verlagsgesellschaft, die im Eigentum der Sozialdemokratischen Partei Deutschlands stand.

## Geschichte

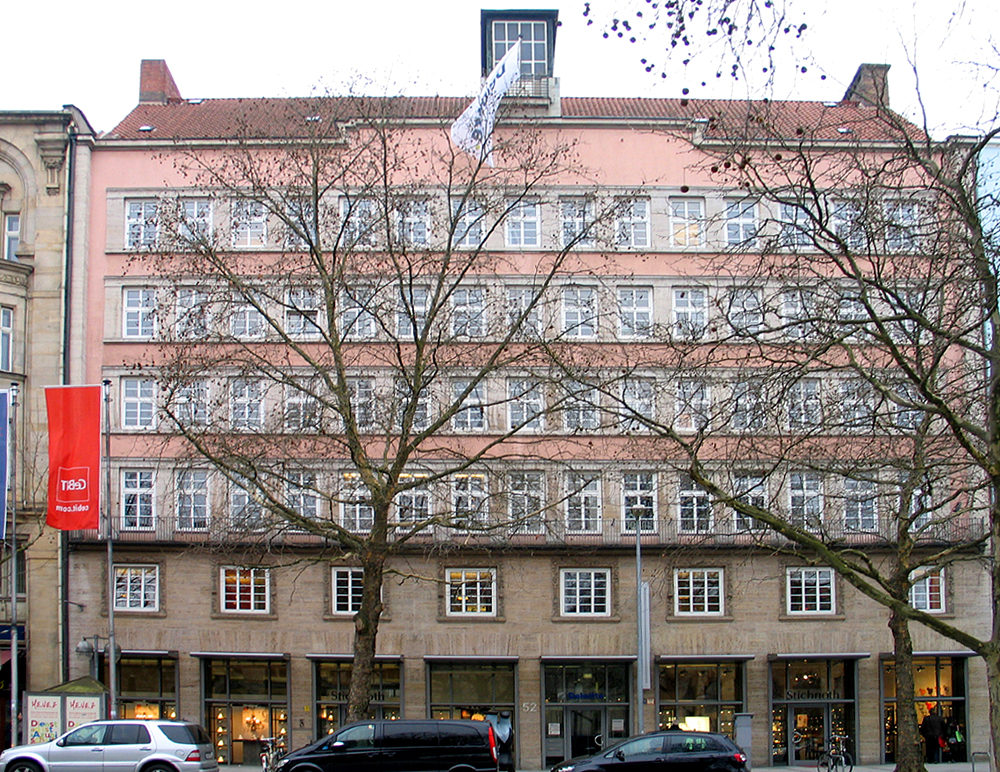
Im Kurierhaus in der Georgstraße 52 druckte das Unternehmen ab 1946 beispielsweise die Hannoversche Presse (HP)

Die Hannoversche Druck- und Verlagsgesellschaft wurde nach dem Zweiten Weltkrieg und noch während der Zeit der Britischen Besatzungszone 1946 gegründet und im Handelsregister beim Amtsgericht Hannover unter der Nummer HRB 3919 eingetragen. Das Unternehmen druckte im Kurierhaus insbesondere die ebenfalls 1946 zugelassene und am 19. Juli des Jahres in Erstausgabe erschienene Zeitung Hannoverschen Presse (HP). Geschäftsführendes Mitglied im Vorstand und zugleich persönlicher Lizenzträger der HP war der Sozialdemokrat Fritz Heine.
Ebenfalls noch 1946 initiierte die Hannoversche Druck- und Verlagsgesellschaft die dann im Folgejahr 1947 zunächst als „Volksbuchhandlung“ gegründete, zeitweilig auch Leibniz-Buchhandlung genannte Georgsbuchhandlung.
1956 wurde das Stammkapital der Gesellschaft auf 1.000.000,- DM erhöht. Nachdem das Stammkapital zuletzt zu 100 % von der SPD-eigenen Gesellschaft Druckhaus Deutz gehalten worden war, wurde die Hannoversche Druck- und Verlagsgesellschaft per Vertrag vom 22. Dezember 1987 auf die Druckhaus Deutz verschmolzen.
Unterdessen hatte die Hannoversche Druck- und Verlagsgesellschaft bereits ihr neues Gebäude in der Goseriede bezogen, in dem zunächst weiterhin die Hannoversche Presse und andere Zeitungen hergestellt wurden wie beispielsweise die Sportzeitung Neue Woche, laut Untertitel bis 1967 zugleich „Niedersachsens grösste Sportzeitung“.